# Adolf Reul
Adolf Reul (* 1. Juni 1891 in Selb; † 13. April 1980) war ein deutscher Unternehmer der Steinindustrie.

## Leben

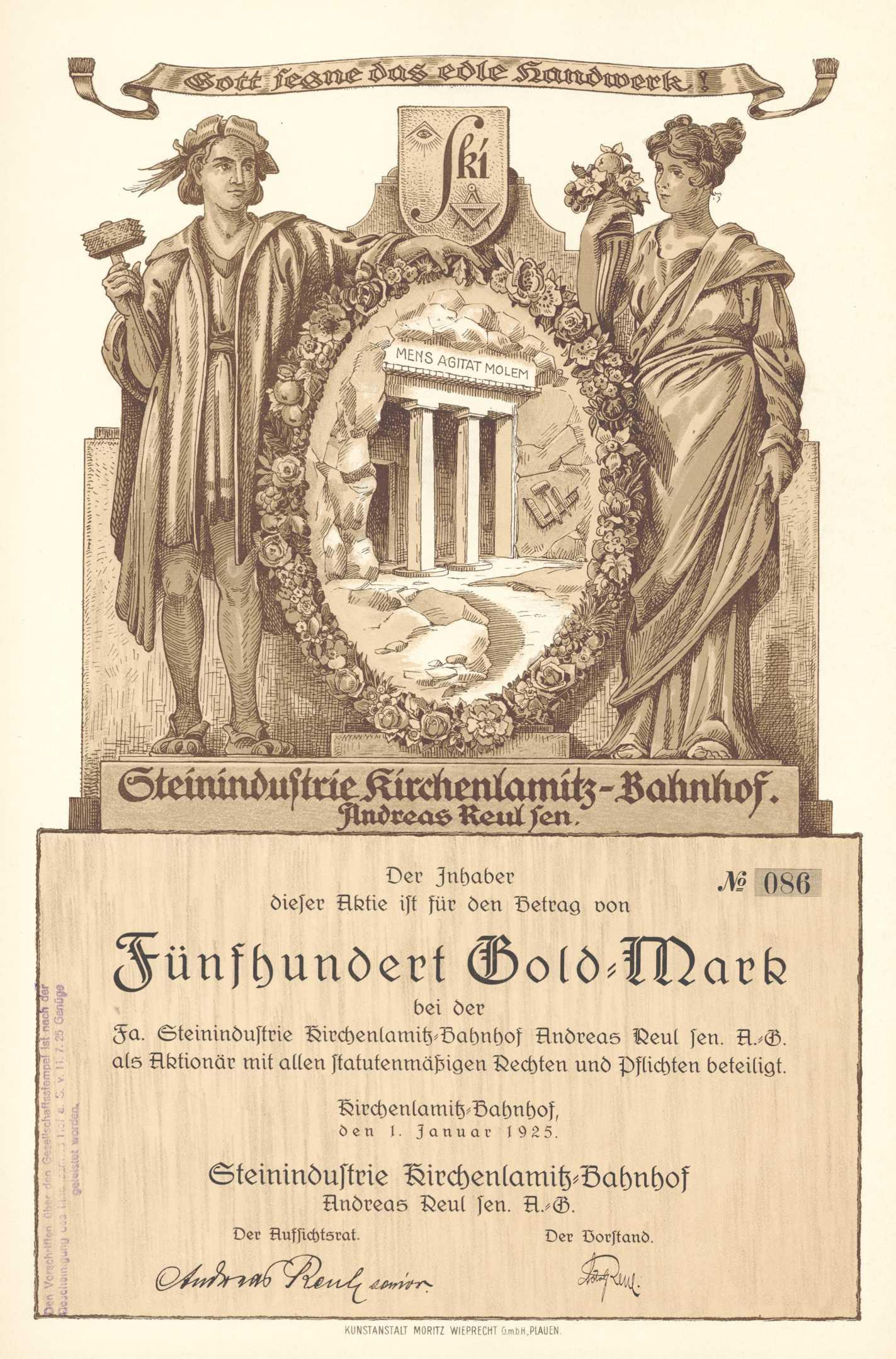
Aktie der Steinindustrie Kirchenlamitz-Bahnhof Andreas Reul sen. AG vom 1. Januar 1925; unterschrieben von Aufsichtsrat Andreas Reul sen. und Vorstand Adolf Reul

Reul war ein Sohn des Steinmetzen und Unternehmers Andreas Reul und dessen Ehefrau Friederike Reul geb. Zapf. Sein Vater war Inhaber des 1890 gegründeten Granitwerks W. Franke & Reul in Niederlamitz, aus dem 1925 die Steinindustrie Kirchenlamitz-Bahnhof Andreas Reul sen. AG entstand. Nach Übernahme der Leitung des Familienunternehmens entwickelte es Adolf Reul gemeinsam mit Konsul Roland Smekens zu einem führenden Betrieb der Naturwerksteinindustrie Deutschlands, das auch international aktiv war. 1986 übernahm der Konzern Heidelberger Zement die Reul Granit AG und führte sie mit den Unternehmen Teich in Kelheim und Marmorindustrie Kiefer in Kiefersfelden in der Holding Kiefer-Reul-Teich zusammen. 1996 wurde Kiefer-Reul-Teich vom Mutterkonzern liquidiert.
1952 kandidierte Adolf Reul für das Bürgermeisteramt und unterlag einem SPD-Kandidaten. Adolf Reul war Vorsitzender des Verbands deutscher Granitwerke und Vorstandsmitglied des Bayerischen Industrieverbands der deutschen Natursteinindustrie. Den Aufbau der Staatlichen Fachschule für Steinbearbeitung in Wunsiedel förderte er maßgeblich.

## Ehrungen
- 1955: Verdienstkreuz am Bande der Bundesrepublik Deutschland